# Adler 2,5 Liter
Az Adler 2,5 Liter egy német autó, mely komoly szenzációnak számított, amikor az Adler bemutatta az 1937-es Berlini Autószalonon, ez azonban az eladásokban már nem mutatkozott meg.
A kocsi gyártása 1937 novemberében kezdődött meg és a szintén hathengeres motorral szerelt Adler Diplomat utódjának tekinthető. A kor autóihoz képest rendkívül áramvonalas karosszériát Karl Jenschke tervezte, aki 1935-ig a Steyr-Daimler-Puch vezető mérnöke volt. Ennek tükrében nem meglepő, hogy az Adler 2,5 Liter több közös vonást is ápol a Steyr 50-nel, mely Jenschke utolsó projektje volt előző munkahelyén.
Az autó megjelenése egybeesett az első német autópályaépítési lázzal, ráadásul áramvonalas kialakítása miatt nagyszerű menettulajdonságokkal bírt az új utakon, így hamar kiérdemelte az Autobahn Adler (autópályai sas) becenevet.
A négyajtós lejtős hátú karosszériát az Ambi Budd készítette, mely több nagy német autógyárnak is gyártott acélkarosszériákat a második világháború előtti évtizedben. A két- és négyajtós kabriók karosszériáit az osnabrücki székhelyű Karmann cég gyártotta.

## Motor és sebességváltó
Az Adler 2,5 Literbe egy 2494 cm³-es, soros hathengeres, vízhűtéses, kényszer-olajozású, négy főtengelycsapágyas, hosszában elhelyezett, oldalszelepelt motor került. A szelepeket vezérléséről lánccal meghajtott vezérműtengely gondoskodott. A hűtő, a motor és a sebességváltó is meglehetősen előretolva kapott helyet az autó elejében. A hátsókerék-meghajtású járműbe négysebességes kézi sebességváltó került, melynek a felső három sebessége szinkronizált volt. A váltókat a műszerfal közepén helyezkedett el.

## Felépítés és futómű
Az autó szekrényes alvázra és ráhelyezett padlólemezre épült. Az alvázkeret oldalsó elemei meg lettek hajlítva, hogy minél tágasabb karosszéria kerülhessen rá, ennek következtében a kocsi több mint 100 mm-rel szélesebb lett, mint a BMW és a Mercedes-Benz akkori modelljei. Az Adler 2,5 Liter ma már nem tűnne ki a tömegből szélességével és helykínálatával, hiszen például a kompakt kategóriába tartozó Volkswagen Golf hetedik generációja is szélesebb nála.
Az első felfüggesztés keresztlengőkarokból és negyedelliptikus rugókból állt, míg a hátsó kerekek lengőtengelyhez kapcsolódtak, melyhez kereszt laprugó és csatolórudak tartoztak. A differenciálmű az alvázkerethez volt csavarozva. Mind a négy kerékhez hidraulikus lengéscsillapítók és hidraulikus működtetésű dobfékek tartoztak. A kormányzásról egy ZF által gyártott Ross-rendszerű hidraulikus rásegítésű kormánymű gondoskodott.

## Karosszéria
A négyajtós, zárt karosszériás Adler 2,5 Liter légellenállási együtthatója egyes források szerint 0,36 volt, mellyel magasan kiemelkedett a kor átlagos autói közül. Az alapmodell karosszériája négyajtós volt és mind a négy ajtó zsanérjai a B-oszlopon voltak találhatók és a kocsi tetején volt egy nagy, kivehető acél napfénytető, mely csaknem közvetlenül a szélvédőtől a hátsó ajtók közepéig húzódott. 1939-ben a napfénytetőt kisebbre cserélték, hogy könnyebben eltávolítható és visszahelyezhető legyen. A fényszórók egymáshoz közel, középen kaptak helyet, de ezek nem világították meg kellő mértékben az utat, így 1938-ban egy-egy reflektor került a két első sárvédőív elejére. Ez azonban csak rövid ideig maradhatott így, mivel az ugyanebben az évben bevezetett szabályok szerint a fényszórók mellett csak egy különálló reflektor kerülhetett az autókra.
1939-ben teljes értékű külső csomagtérajtó került a kocsi hátuljára a korábbi, minimális méretű nyílás helyett, melyen keresztül kizárólag a pótkerékhez lehetett hozzáférni. A csomagok be- és kipakolását azelőtt a kocsi belsejéből lehetett végezni, a hátsó ülés lehajtásával. Ez a megoldás nem volt ritka az európai autóknál az 1950-es évek elejéig. Ugyanebben az évben a hátsó kerekek elé takarólemez került és a műszerfal is átalakult a jobb áttekinthetőség érdekében.

## A kínálat bővülése

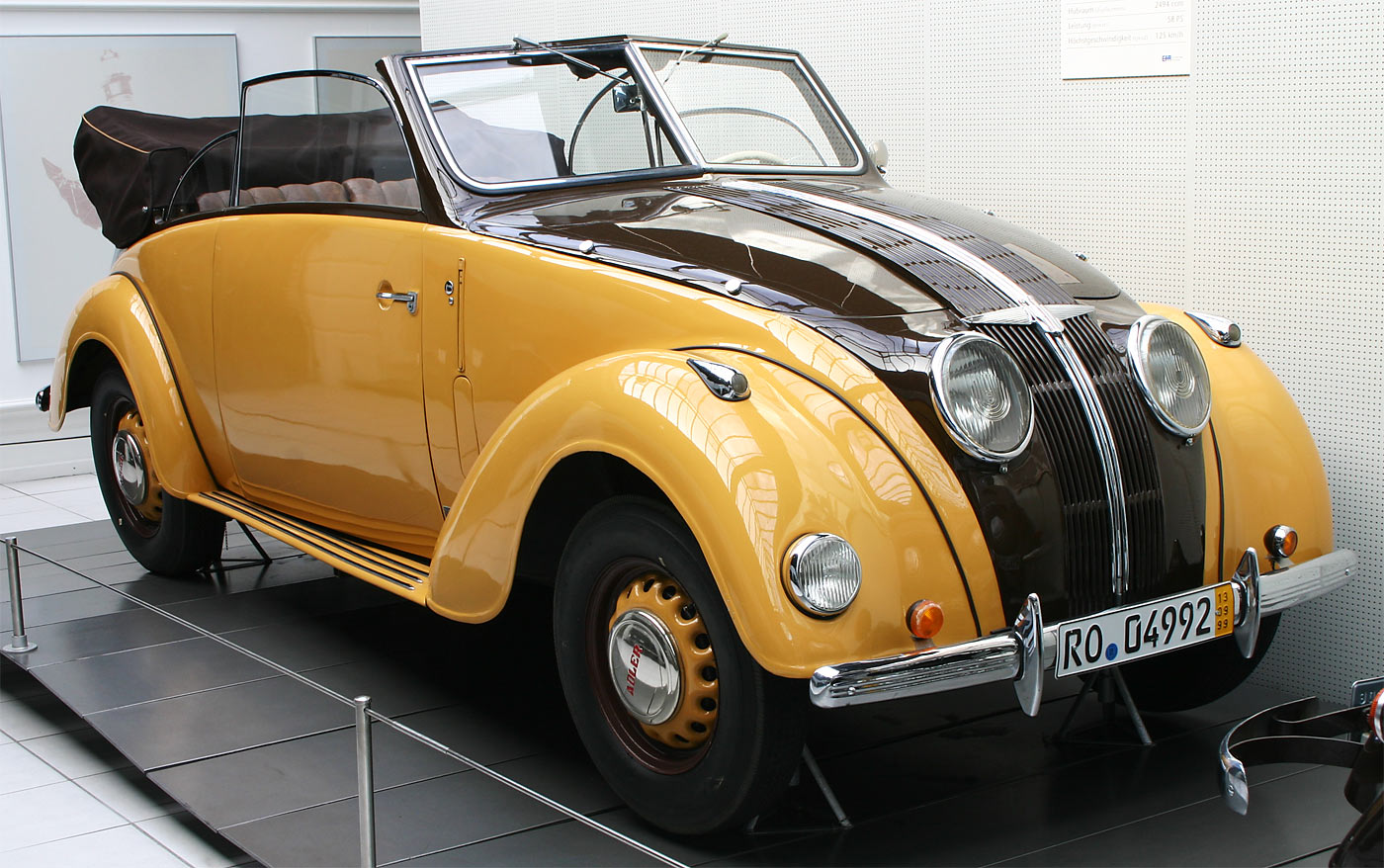
Kabrió változat

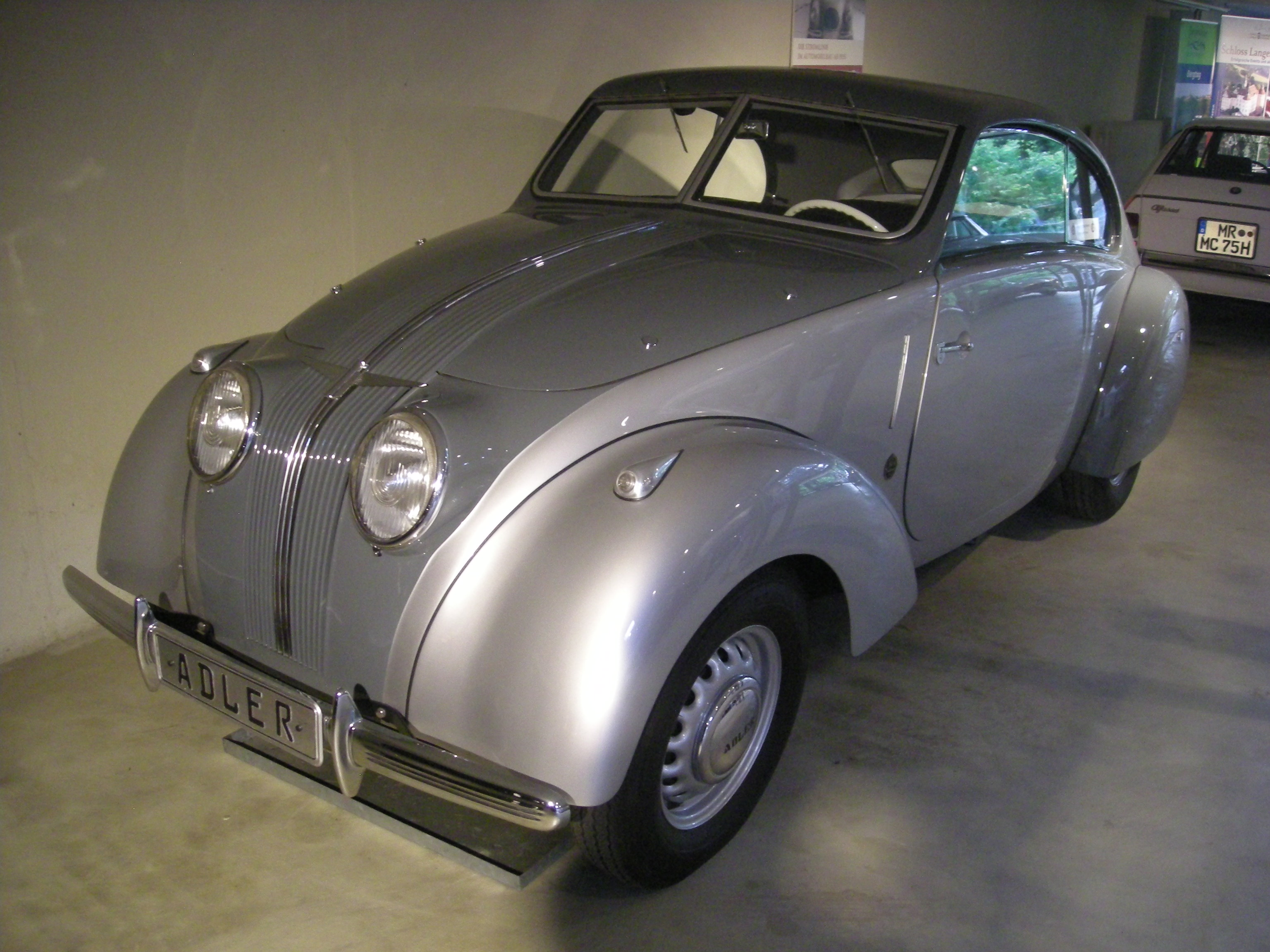
Adler 2,5 Liter Sport

1938-ban megjelent az Adler 2,5 Liter Sport nevű modell, mely kétajtós karosszériával készült. A sportmodell első ránézésre nagyban hasonlított a hagyományos négyajtós szedánhoz, de alacsonyabb és hosszabb volt, ami miatt valamivel kényelmetlenebb is volt, mint az eredeti verzió. A hátsó kerekek felső részét takarólemez rejtette el, de ezek könnyen eltávolíthatóak voltak, ezzel szükség esetén megkönnyítve a kerékcserét. Ezt a karosszériát a drezdai Gläser-Karosserie készítette.
A Sport változatba is ugyanaz a 2,494 cm³-es, soros hathengeres motor került, mint a hagyományos modellbe, de egy helyett három karburátort kapott, megnövelték a sűrítési arányát és az első három sebesség áttételét is sportosabbra hangolták. Mindezeknek a változtatásoknak köszönhetően a motor teljesítménye 57 lóerőről (43 kW) 79 lóerőre (59 kW) nőtt.

## Értékesítés
Az első modelleket 1937 novemberében vehették át a megrendelők. A hagyományos, négyajtós szedánért 5750 birodalmi márkát kellett fizetni, a kabriók mindössze száz márkával voltak drágábbak. A később bemutatott, erősebb Sport változat már drágább volt, azért 8750 márkát kértek a kereskedők. A kategória csúcsán ekkoriban a Mercedes-Benz W 143 volt, melyből a négyajtós alapmodell csak kicsit volt drágább az Adler 2,5 Liternél: 5875 márkába került. A kabrió változat ára azonban már jóval borsosabb volt, akár 9300 márkát is elkérhettek érte.
A gyártás ideje alatt, 1937 és 1940 között 5295 darab Adler 2,5 Liter készült, összehasonlításképpen, a BMW 15 938 darabot gyártott a konzervatívabb dizájnú és valamivel kisebb méretekkel bíró BMW 326-ból. Az 1930-as évek végén Németországban körülbelül 200 000 új autó talált gazdára évente és a legkelendőbben a DKW és az Opel által kínált kisméretű családi kocsik voltak. Még ezt figyelembe véve is csalódást keltőek voltak az Adler 2,5 Liter eladási adatai, különösen azután, hogy mekkora sikert aratott az 1937-es Berlini Autószalonon.